# Mawson Peak
Mawson Peak – szczyt znajdujący się na wyspie Heard w australijskim terytorium zależnym Wyspy Heard i McDonalda.
Mawson Peak jest najwyższym wzniesieniem znajdującym się w stanie lub terytorium australijskim, stanowi najwyższy szczyt masywu Big Ben, będącego stożkiem wulkanicznym.
Szczyt został nazwany w 1948 w czasie australijskiej wyprawy polarnej, na cześć australijskiego polarnika i odkrywcy Sir Douglasa Mawsona.